# SMOLED
SMOLED (auch: SOLED; eigentlich „small molecule organic LED“) bezeichnet eine Art von organischen Leuchtdioden, die sich im Herstellungsverfahren von den polymeren OLEDs unterscheiden.
Bei SMOLEDs werden die organischen Schichten meist im Vakuum auf die Anode aufgedampft. Die hohe Temperatur kann verwendet werden, da die kurzen Moleküle stabil sind.
Bei polymeren OLEDs wird die organische Schicht aus einer Lösung auf die darunterliegende Schicht aufgebracht und das Lösungsmittel anschließend verdampft. Zu hohe Temperaturen würden zu einem Zerfall der langkettigen Polymere führen.